# Yamato gensōki
Yamato gensōki (邪馬台幻想記) est le premier manga de Kentaro Yabuki datant de 1999, il compte 2 tomes.

## Synopsis
Shion est un jeune garçon, élevé par l'Union des Omyou depuis la destruction de son pays. Dans un Japon encore morcelé en plusieurs royaumes, il assassine les différents chefs pour semer le chaos. Alors qu'il doit tuer Iyo, impératrice de Yama, cette dernière le perturbe au point de semer le trouble en lui. Hésitant sur ce qu'il doit faire, il décide de rester auprès d'elle afin de comprendre ce qu'elle veut...

## Personnages
- Shion : Ce jeune garçon et le héros de cette histoire est un sorcier faisant partie d'une organisation nommée "L'union Onmyiou" ayant pour but de détruire toutes les nations du Japon afin de faire un monde sans guerre mais il quitta cette union lorsqu'il rencontra l'impératrice Iyo.